# Xəzər Lənkəran Futbol Klubu
Khazar Lankaran FK (em azeri:  Xəzər Lənkəran Futbol Klubu) é um clube de futebol azeri da cidade de Lankaran fundado em 2004. Os seus jogos em casa são disputados no Lankaran City Stadium. O clube venceu a Liga Yuksak apenas uma vez, e três vezes a Copa do Azerbaijão.

## Títulos
- Liga Yuksak: 2006–07
- Copa do Azerbaijão: 2006–07, 2007–08, 2010–11
- Copa CIS: 2008
- Supercopa do Azerbaijão: 2013

## Elenco atual
Atualizado em 27 de agosto de 2013
Nota: Bandeiras indicam equipe nacional, conforme definido pelas regras de elegibilidade da FIFA. Os jogadores podem ter mais de uma nacionalidade não-FIFA.
| N.º |            | Posição | Jogador               |
| --- | ---------- | ------- | --------------------- |
|     | Azerbaijão | G       | Orkhan Sadigli        |
|     | Brasil     | D       | Vanderson Scardovelli |
|     | Azerbaijão | D       | Rasim Ramaldanov      |
|     | Mali       | M       | Sadio                 |
|     | Azerbaijão | A       | Uğur Pamuk            |
|     | Azerbaijão | M       | Elnur Abdullayev      |
|     | Marrocos   | A       | Zouhir Benouahi       |

| N.º |                    | Posição | Jogador               |
| --- | ------------------ | ------- | --------------------- |
|     | Azerbaijão         | M       | Rahid Amirguliyev (c) |
|     | Azerbaijão         | M       | Tural Jalilov         |
|     | Camarões           | A       | Mbilla Etame          |
|     | Bulgária           | D       | Radomir Todorov       |
|     | Macedónia do Norte | M       | Nikola Gligorov       |
|     | Roménia            | D       | Adrian Scarlatache    |

## Treinadores notáveis
Os seguintes treinadores ganharam, pelo menos, um troféu quando dirigindo o FK Khazar Lankaran:
| Nome                | Período | Título                                       |
| ------------------- | ------- | -------------------------------------------- |
| Agaselim Mirjavadov | 2007–09 | Liga Yuksak, 2 Copas do Azerbaijão, Copa CIS |
| Mircea Rednic       | 2010–11 | Copa do Azerbaijão                           |
| Mustafa Denizli     | 2013–14 | Supercopa do Azerbaijão                      |

## Ligação externa
- Site Oficial
- 12cioyuncu.info
- "FIRTINA" independent Fan Club
- AFFA.AZ
- UEFA.COM
- EUFO.DE
- Weltfusball.de